# 高山婀蛛
高山婀蛛（学名：Argenna hingstoni）为卷叶蛛科婀蛛属的动物。分布于青藏高原等地区，多生活于灌木丛的枝叶或杂草丛。该物种的模式产地在西藏。